# هينريتش فون وايلد
هينريتش فون وايلد (بالألمانية: Heinrich von Wild)‏ هو مخترِع وكاتب وفيزيائي سويسري، ولد في 17 ديسمبر 1833 في أوستر في سويسرا، وتوفي في 5 سبتمبر 1902 في زيورخ في سويسرا.